# Cottoclinus canops
Cottoclinus canops е вид лъчеперка от семейство Labrisomidae, единствен представител на род Cottoclinus.

## Разпространение
Видът е разпространен в Еквадор.